# Ондирис (Абайская область)
Ондирис (каз. Өндіріс) — село в Бескарагайском районе Абайской области Казахстана. Входит в состав Карабасского сельского округа. Находится примерно в 22 км к западу от районного центра, села Бескарагай. Код КАТО — 633647200.

## Население
В 1999 году население села составляло 1010 человек (476 мужчин и 534 женщины). По данным переписи 2009 года, в селе проживало 811 человек (393 мужчины и 418 женщин).